# Сискинд, Аарон
Аарон Сискинд (Зискинд, англ. Aaron Siskind; 4 декабря 1903 — 8 февраля 1991) — американский фотограф. Работы Сискинда, преимущественно, это детали и части предметов, вещей и плоских поверхностей . Он был тесно связан с, если не был частью, абстрактным экспрессионистским движением. 

## Биография
Родился в Нью-Йорке в семье еврейских иммигрантов из России, пятым из шести детей, и вырос в Нижнем Ист-Сайде, районе Нью-Йорка. Вскоре после окончания Городского колледжа Нью-Йорка стал учителем английского языка в государственной школе. В системе государственных школ Нью-Йорка  Сискинд проработал учителем английского языка начальной школы в течение 25 лет.
Сискинд увлекся фотографией, получив фотоаппарат в качестве свадебного подарка. Первые снимки сделал в свой медовый месяц.
В начале своей творческой карьеры Сискинд был членом Нью-йоркской лиги фотографии, где, в 1930-х годах, он создал несколько серий фотографии на социально значимые темы, включая серию «Гарлемский документ» .
В 1950 году Сискинд познакомился с фотографом Гарри Каллаханом, когда оба преподавали летом в колледже Блэк-Маунтэйн в Северной Каролине. Позже Каллахан убедил Сискинда присоединиться к нему на факультете Института дизайна в Иллинойсском технологическом институте в Чикаго. Институт дизайна был основан в 1937 году Ласло Мохой-Надем как Новый Баухаус. В 1961 году Каллахан переехал на Род-Айленд преподавать в Род-Айлендской школе дизайна. А в 1971 году Сискинд перешел туда вслед за ним, где оба проработали до выхода пенсию в конце 1970-х годов.
В 1960 — 1970 годах работал редактором фотографического журнала Choice.
Сискинд делал фотографии крупными планом «частей окрашенных стен, асфальтового покрытия, камней и лавовых потоков», «потрескавшейся облупившейся краски на выветрившихся поверхностях». Он также использовал «процесс отслеживания, растирания и размазывания на поверхностях своих негативов и отпечатков, ... грязь и пыль».
Работы Сискинда включают фотографии, выполненные в Риме в 1963 и 1967 годах, в Мексике в 1970-х годах, а в 1980-х годах такие фотографии, как «Серия смол» в Провиденсе, штат Вермонт, и «Трасса 88» возле Вестпорта, штат Род-Айленд. Он продолжал делать фотографии до конца своей жизни.
Аарон Сискинд умер от инсульта 8 февраля 1991 года. 

## Публикации
- Bucks County: Photographs of Early Architecture. Horizon, 1974. ISBN 9780818014161ISBN 9780818014161.
- Places: Aaron Siskind Photographs. Siskind and Thomas B. Hess. Farrar, Straus & Giroux, 1976. ISBN 9780374232054ISBN 9780374232054.
- Harlem Document Photographs 1932 1940: Aaron Siskind. Matrix, 1981. ISBN 978-0936554075ISBN 978-0936554075.
- Road Trip: Photographs 1980-1988 (Untitled 49). Friends of Photography, 1989. ISBN 9780933286535ISBN 9780933286535.
- Harlem Photographs 1932-1940. Smithsonian, 1990. ISBN 9781560980414ISBN 9781560980414.
- Aaron Siskind 100. powerHouse, 2003. ISBN 9781576871942ISBN 9781576871942.